# Telekomunikacije u Bosni i Hercegovini
Telekomunikacije u Bosni i Hercegovini obuhvaćaju područje radija, televizije, fiksne i mobilne telefonije i interneta. 
Područje komunikacija u Bosni i Hercegovini uređuje državna Regulatorna agencija za komunikacije.

## Povijest
Stanje telekomunikacijskih usluga prije rata 1990-ih bilo je relativno dobro. Infrastruktura je uključivala telefonsku i telegrafsku mrežu, kao i mrežu za prijenos podataka. Ukupni kapacitet telefonskih centrala iznosio je 744,000 telefonskih brojeva. Ratna razaranja su prouzrokovala veliku materijalnu štetu na svim objektima telekomunikacija. Osim toga, administrativna podjela države na dva entiteta i distrikt, kao direktna posljedica rata, dodatno je utjecala na stanje uređenosti u sektoru telekomunikacija.

## Radio i televizija
U Bosni i Hercegovini postoji veliki broj radiopostaja. One su kako u privatnom tako i u javnom vlasništvu, s različitim stupnjem pokrivenosti teritorija signalom.
Televizijski spektar frekvencija popunjava veliki broj televizijskih postaja. One su uglavnom u privatnom vlasništvu izuzev javnih emitera i postaja koje su u vlasništvu općina ili kantona koji se smatraju i osnivačima tih medijskih kuća. Javni TV emiteri u Bosni i Hercegovini su:
- Radio televizija Bosne i Hercegovine (BHRT),
- Radiotelevizija Federacije Bosne i Hercegovine (RTVFBiH)
- Radiotelevizija Republike Srpske (RTRS).

Javni emiteri imaju veliki stupanj pokrivenosti teritorija signalom i u budućnosti bi trebali biti dio državne javne korporacije za emitiranje radio i TV signala.